# Paracytheridea granti
Paracytheridea granti är en kräftdjursart som beskrevs av LeRoy 1943. Paracytheridea granti ingår i släktet Paracytheridea och familjen Paracytherideidae. Inga underarter finns listade i Catalogue of Life.